# Les Miettes
Pour les articles homonymes, voir Miette.
Pour plus de détails, voir Fiche technique et Distribution.
Les Miettes est un court métrage français de Pierre Pinaud, réalisé en 2008.

## Synopsis
Une ouvrière vit dans sa petite maison, travaille dans une usine, fait ses courses dans un commerce. Un matin, alors qu'elle se prépare pour aller au travail, l'usine qui sert de toile de fond à son univers se déplace progressivement et sort du champ.

## Fiche technique
- Titre : Les Miettes
- Réalisation : Pierre Pinaud
- Format : noir et blanc
- Durée : 30 minutes
- Production : Sophie Benoist SLIProduction

## Distribution
- Serpentine Teyssier : l'ouvrière
- Hervé Colin : le commerçant
- Roger-Patrice Bernard : le vagabond
- Xavier Boulanger : le policier

## Distinctions
- Lutins du court métrage en 2009
- César du meilleur court métrage, 2009
- Primé au 30e Festival International du Court Métrage de Clermont-Ferrand en 2008